# Ormosia hosiei
Ormosia hosiei is een plantensoort uit de vlinderbloemenfamilie. De soort komt alleen in Oost- en Centraal-China voor. De boom kan 20 tot 30 meter hoog worden. De soort is zeldzaam doordat zijn natuurlijke habitat wordt gekapt. De soort staat onder nationale bescherming.